# Franco Riccardi
Franco Riccardi (n. 13 iunie 1905, Milano, Regatul Italiei – d. 24 mai 1968, San Colombano al Lambro, Lombardia, Italia) a fost un scrimer italian, medaliat olimpic. A participat la 3 ediții ale Jocurilor Olimpice (1928, 1932, 1936) în care a câștigat o medalie de aur.